# Saison 2014 de l'équipe cycliste Koga

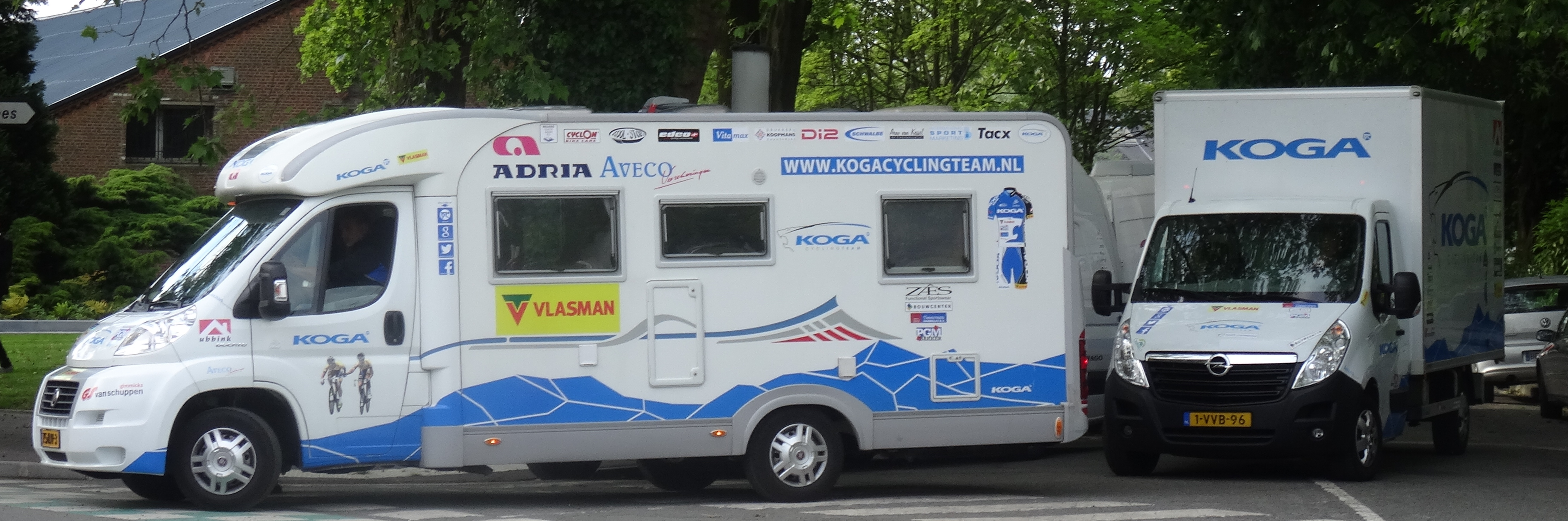
Le camping-car et la camionnette de Koga au Paris-Arras Tour 2014.

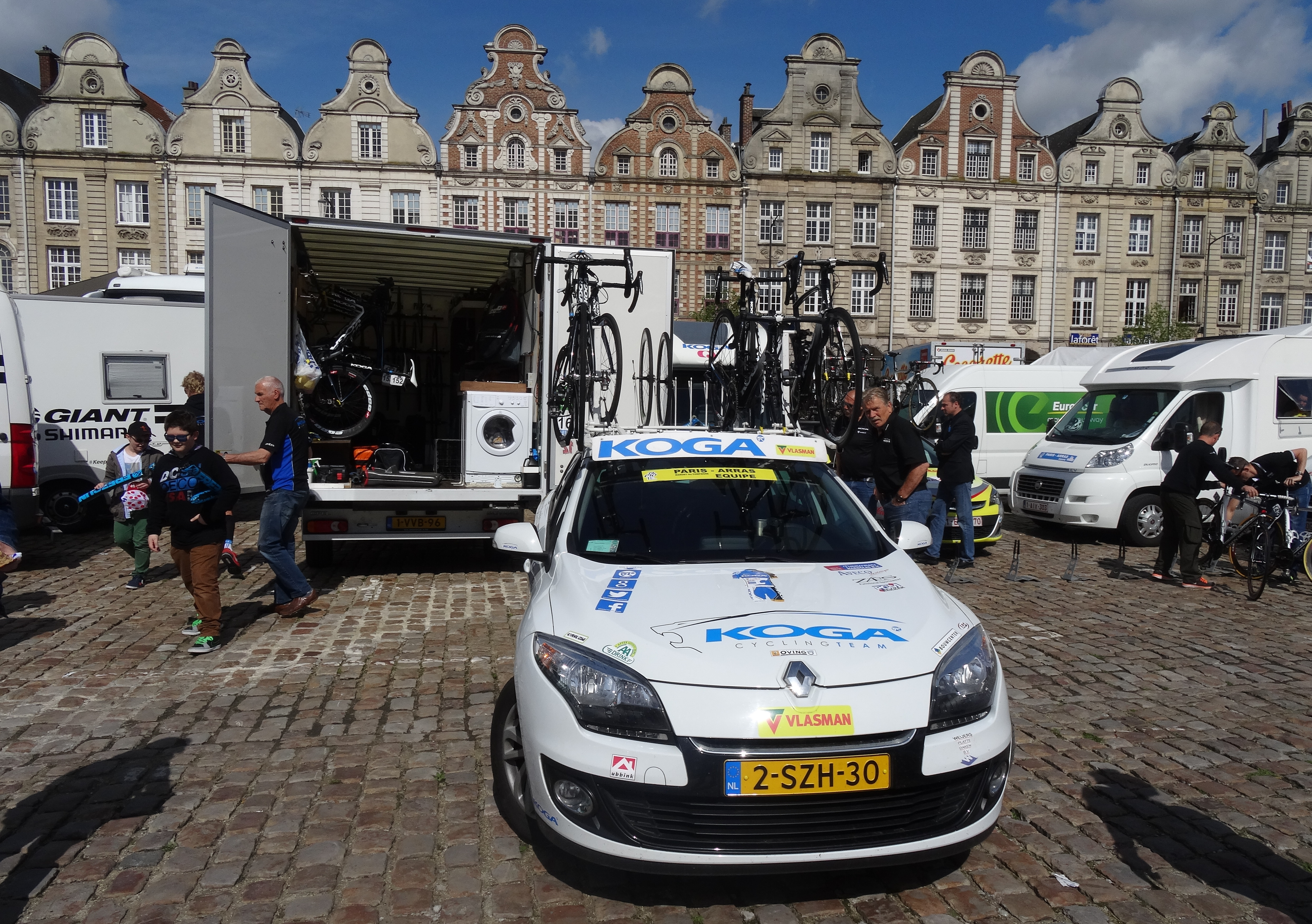
Une des voitures de l'équipe à Arras, lors du Paris-Arras Tour 2014.

La saison 2014 de l'équipe cycliste Koga est la seizième et dernière de cette équipe.

## Préparation de la saison 2014

### Arrivées et départs
| Arrivées             | Équipe 2013              |
| -------------------- | ------------------------ |
| Melvin Boskamp       |                          |
| Jasper Bovenhuis     | Rabobank Development     |
| Twan Castelijns      | Baby-Dump-Lemmerns-Wilvo |
| Robbert de Greef     | Jo Piels                 |
| Martijn de Jong      | Wilton                   |
| René Hooghiemster    | NSP-Ghost                |
| Adrie Lindeman       | Metec-TKH Continental    |
| Jesper Schipper      | Restore                  |
| Tristan Timmermans   |                          |
| Jan-Willem van Schip | Jan van Arckel           |

| Départs         | Équipe 2014            |
| --------------- | ---------------------- |
| Wim Botman      | WV Noord-Holland       |
| Roy Eefting     | Belkin-De Jonge Renner |
| Bouke Kuiper    | WTC de Amstel          |
| Peter Schep     |                        |
| Lars Vierbergen |                        |

## Déroulement de la saison
L'équipe Koga disparaît à la fin de la saison 2014, mais une nouvelle équipe, SEG Racing, voit le jour à partir de sa structure

## Coureurs et encadrement technique

### Effectif

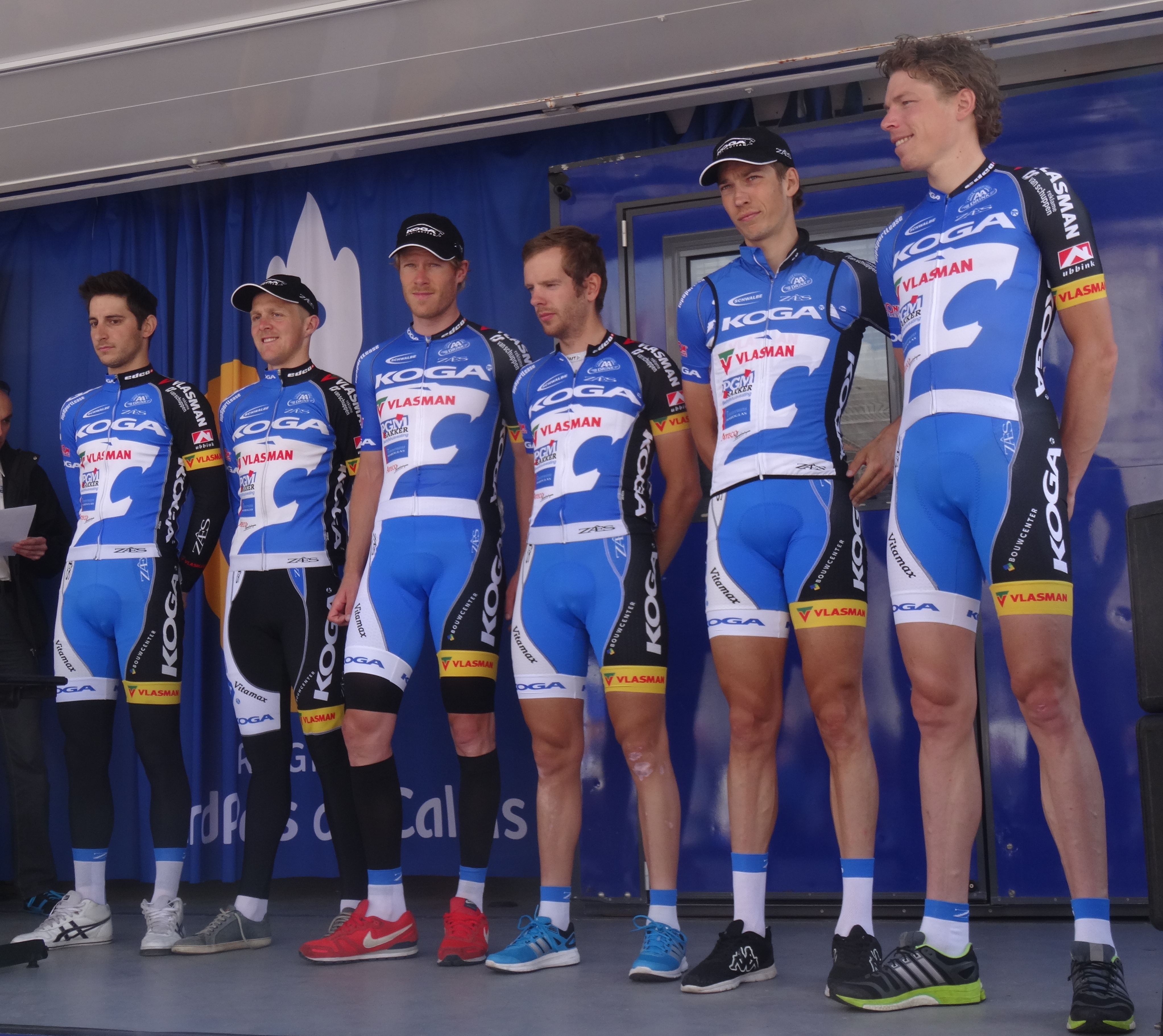
Umberto Atzori, Twan Castelijns, René Hooghiemster, Melvin Boskamp, Jasper Bovenhuis et Bart van Haaren lors du Paris-Arras Tour 2014.

Dix-sept coureurs constituent l'effectif 2014 de l'équipe,.
| Cycliste             | Date de naissance | Nationalité | Équipe 2013              |
| -------------------- | ----------------- | ----------- | ------------------------ |
| Umberto Atzori       | 7 janvier 1988    | Pays-Bas    | Koga                     |
| Melvin Boskamp       | 30 octobre 1990   | Pays-Bas    |                          |
| Jasper Bovenhuis     | 27 juillet 1991   | Pays-Bas    | Rabobank Development     |
| Twan Castelijns      | 23 janvier 1989   | Pays-Bas    | Baby-Dump-Lemmerns-Wilvo |
| Robin Chaigneau      | 2 septembre 1988  | Pays-Bas    | Koga                     |
| Robbert de Greef     | 27 août 1991      | Pays-Bas    | Jo Piels                 |
| Martijn de Jong      | 24 mai 1995       | Pays-Bas    | Wilton                   |
| Wouter Haan          | 12 août 1991      | Pays-Bas    | Koga                     |
| René Hooghiemster    | 30 juillet 1986   | Pays-Bas    | NSP-Ghost                |
| Adrie Lindeman       | 21 octobre 1985   | Pays-Bas    | Metec-TKH Continental    |
| Jesper Schipper      | 17 septembre 1992 | Pays-Bas    | Restore                  |
| Wim Stroetinga       | 23 mai 1985       | Pays-Bas    | Koga                     |
| Tristan Timmermans   | 1er août 1993     | Pays-Bas    |                          |
| Jim van den Berg     | 1er juillet 1985  | Pays-Bas    | Koga                     |
| Arno van der Zwet    | 7 mai 1986        | Pays-Bas    | Koga                     |
| Bart van Haaren      | 13 novembre 1984  | Pays-Bas    | Koga                     |
| Jan-Willem van Schip | 20 août 1994      | Pays-Bas    | Jan van Arckel           |

Portraits
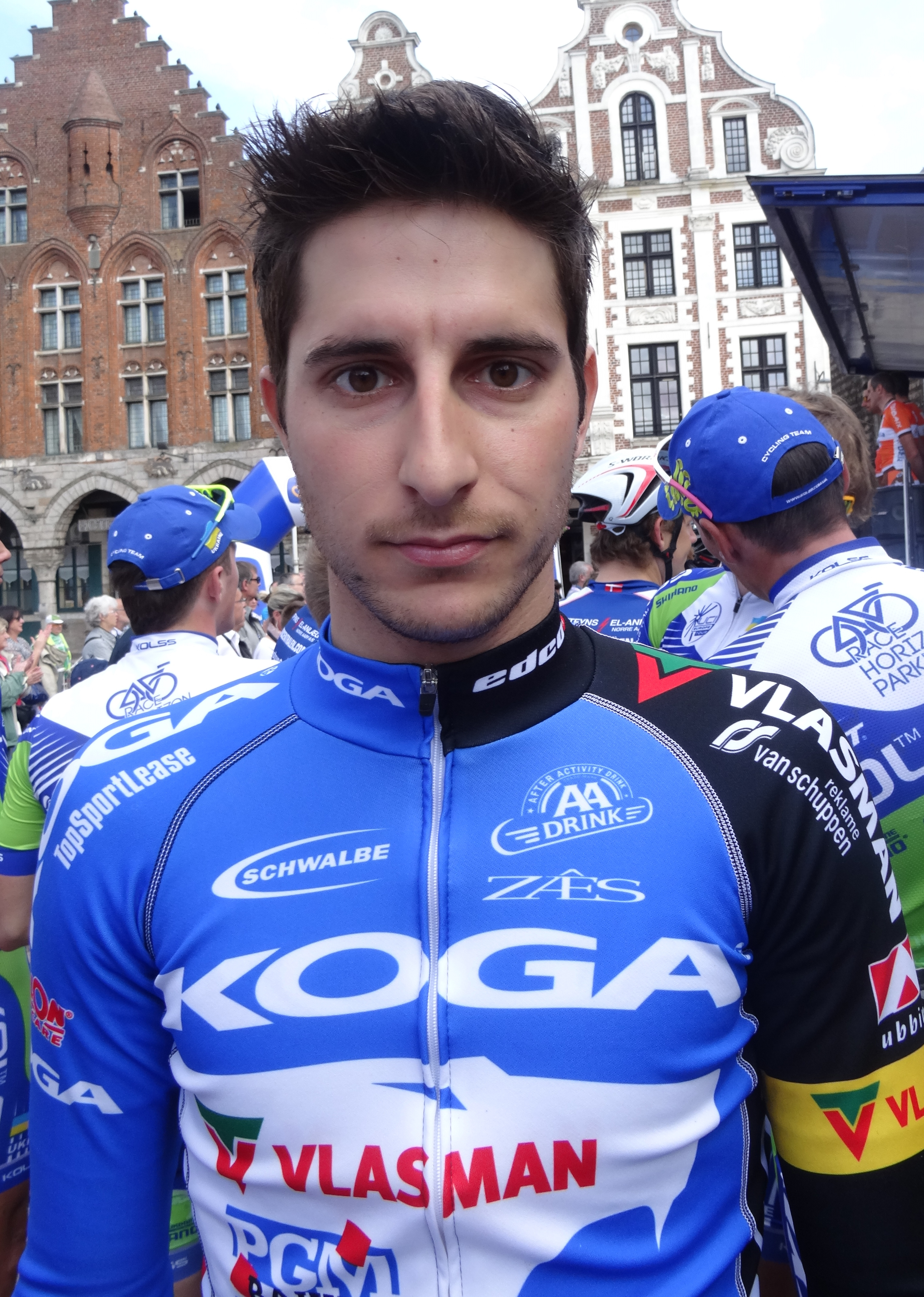
Umberto Atzori.
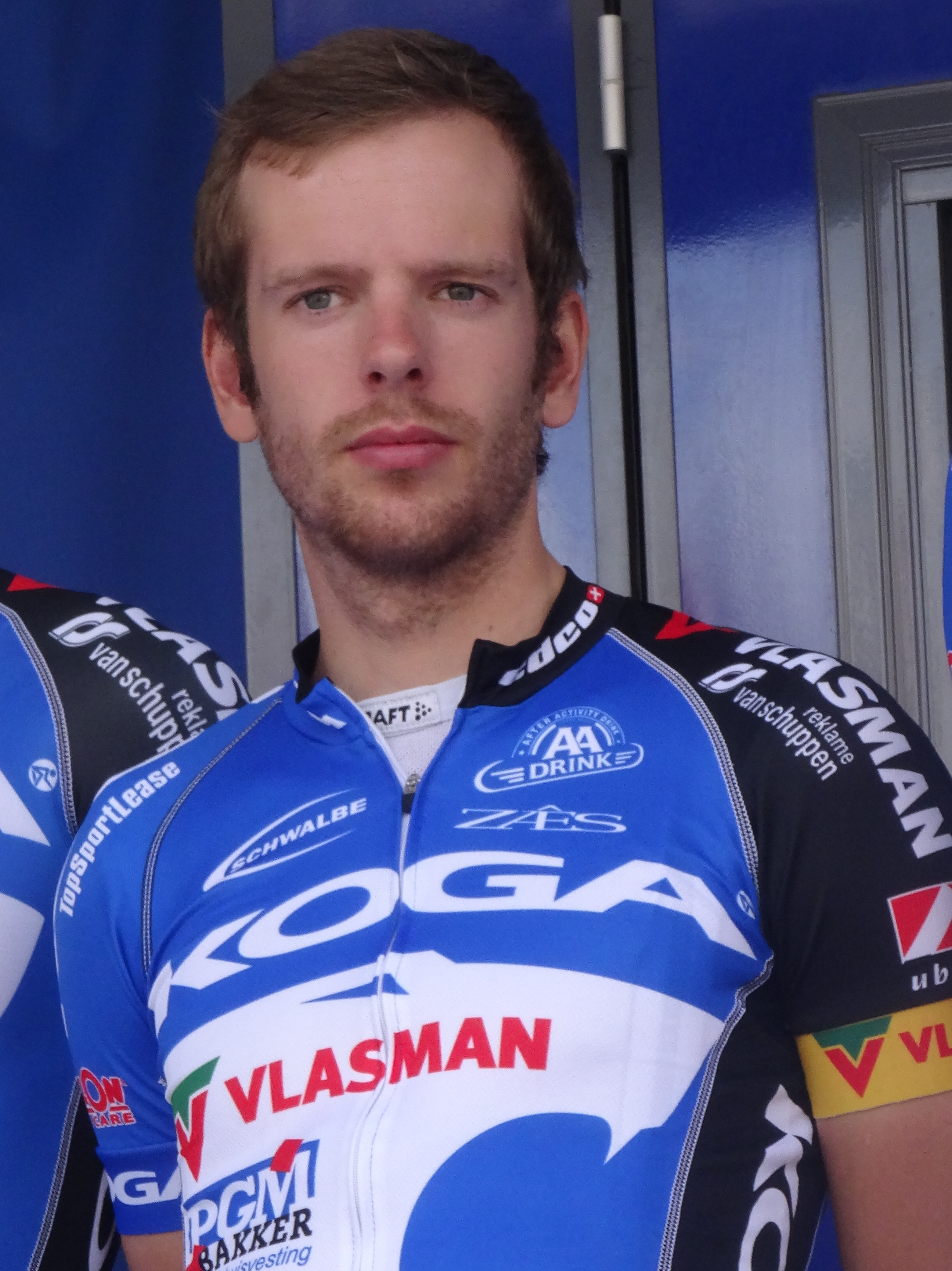
Melvin Boskamp.
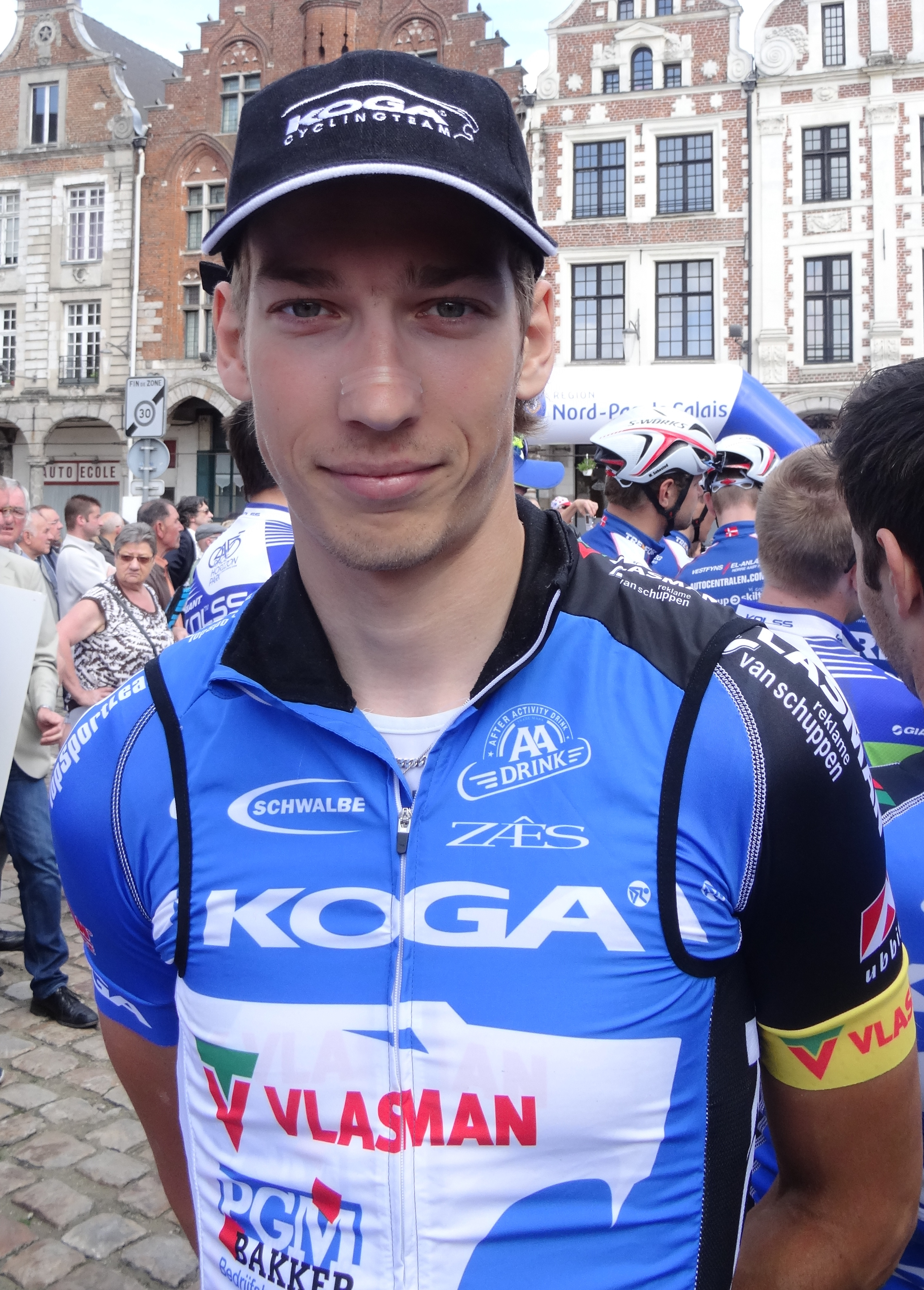
Jasper Bovenhuis.
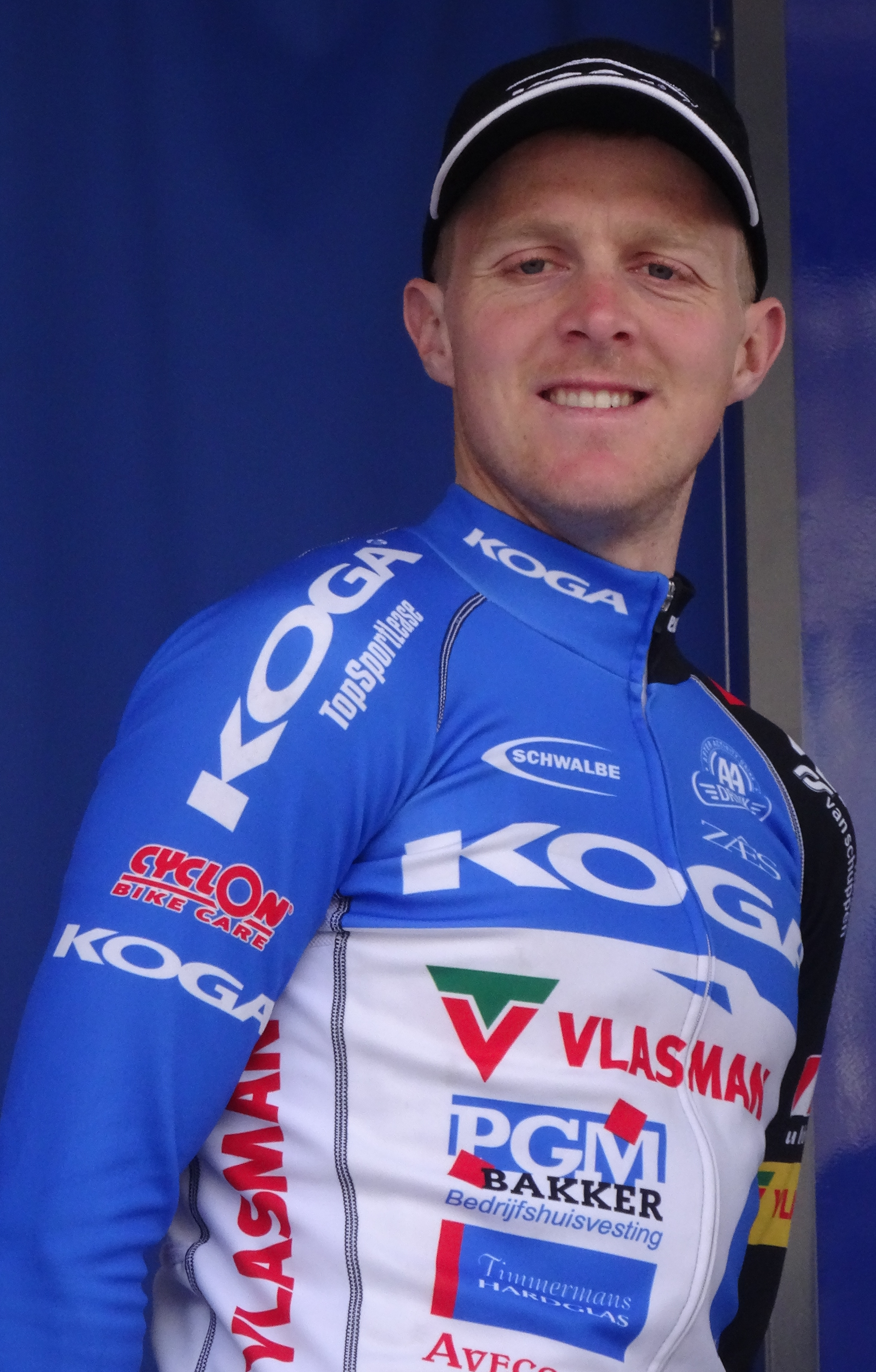
Twan Castelijns.
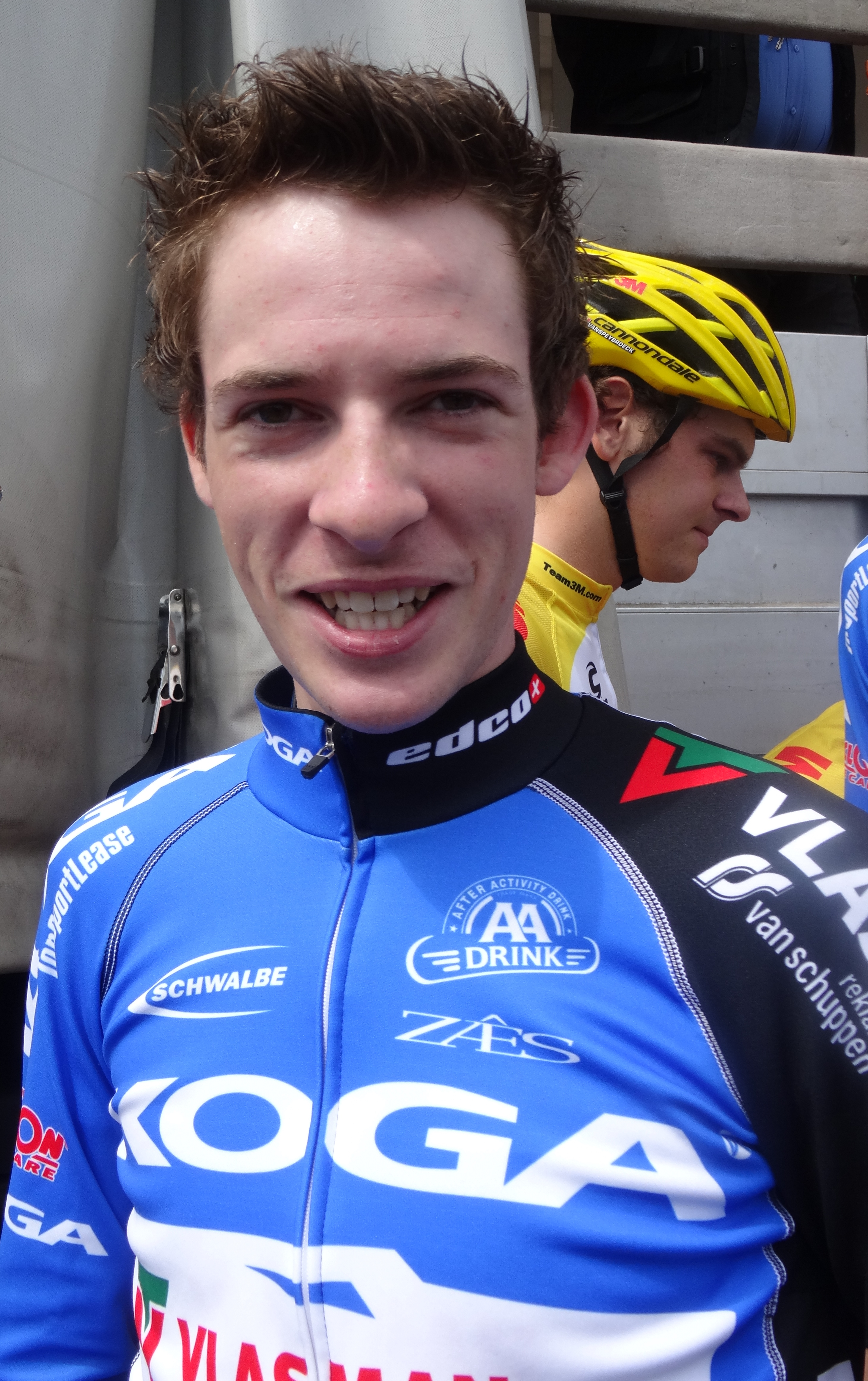
Martijn de Jong.
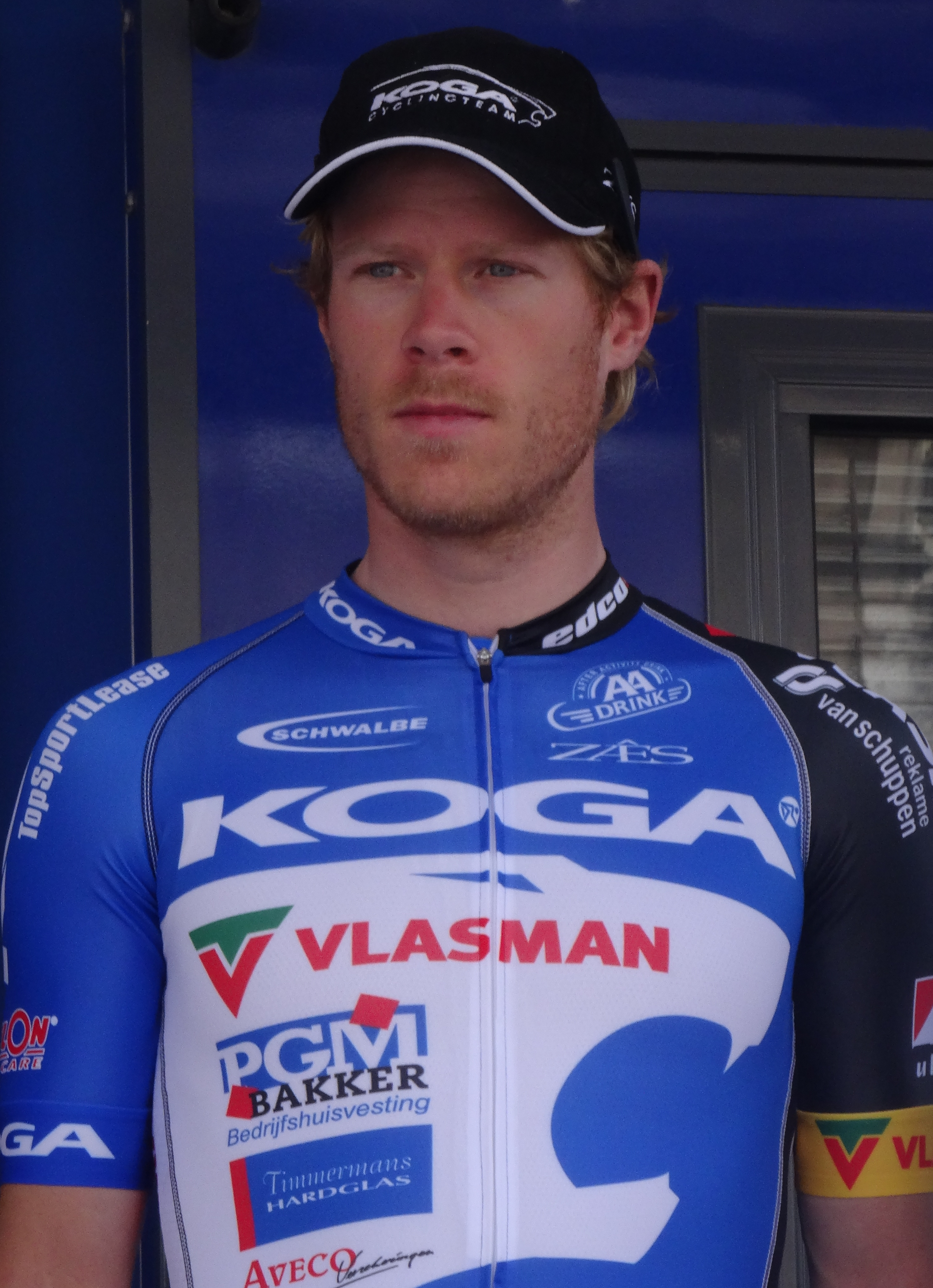
René Hooghiemster.
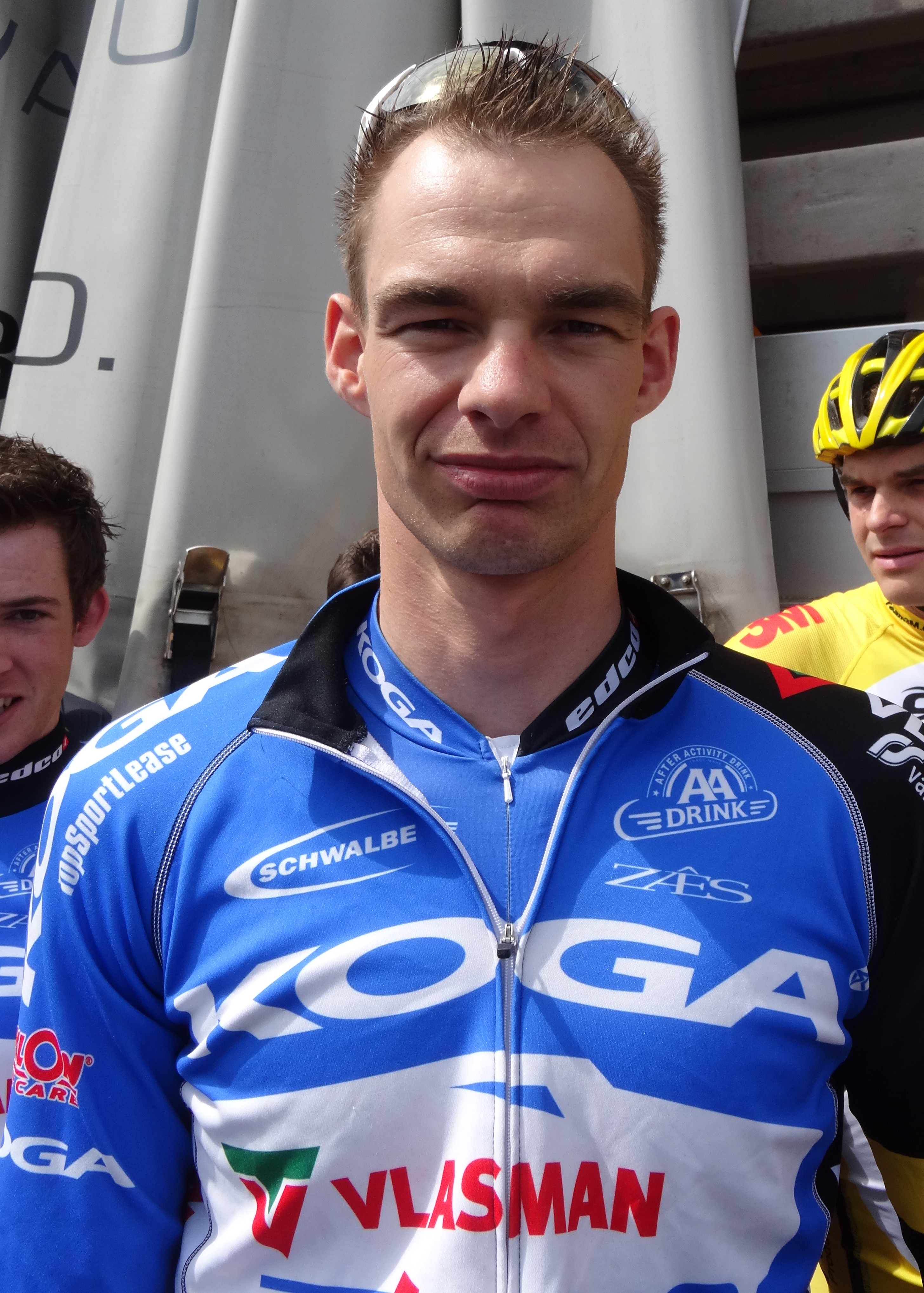
Adrie Lindeman.
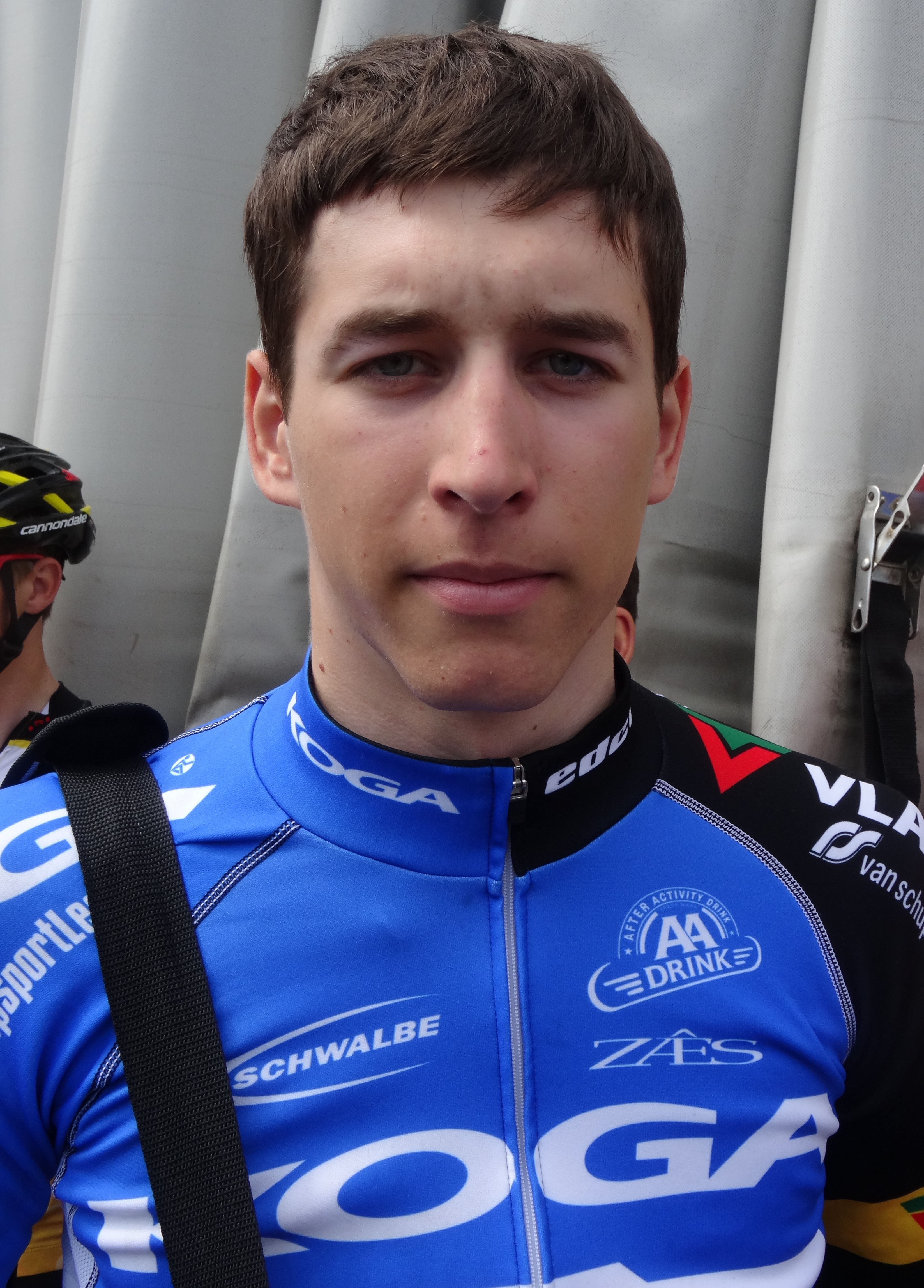
Tristan Timmermans.
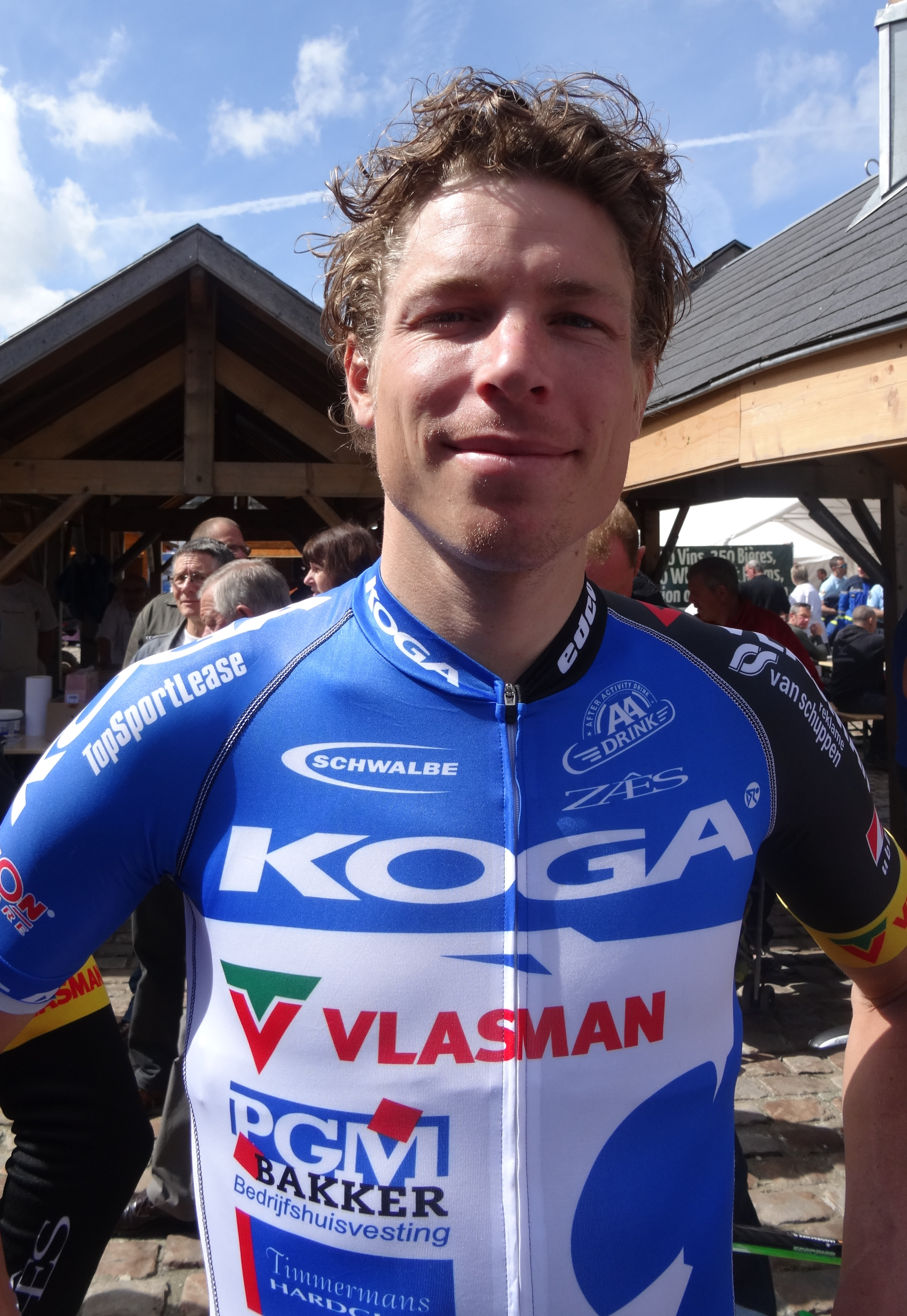
Bart van Haaren.
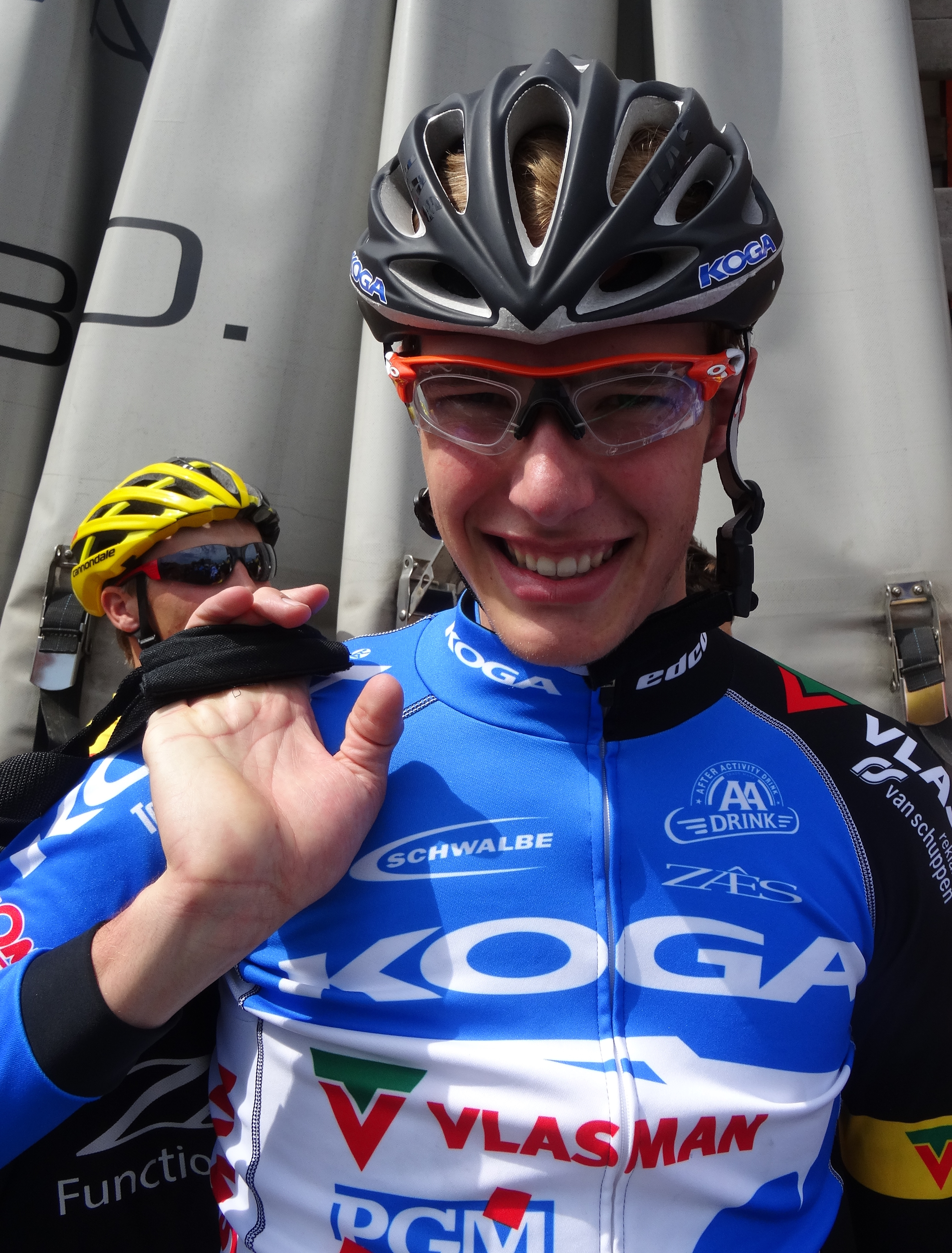
Jan-Willem van Schip.

## Bilan de la saison

### Victoires

#### Sur route
| Date       | Course                       | Pays     | Classe | Vainqueur      |
| ---------- | ---------------------------- | -------- | ------ | -------------- |
| 26/04/2014 | Zuid Oost Drenthe Classic I  | Pays-Bas | 1.2    | Wim Stroetinga |
| 14/05/2014 | 3e étape de l'Olympia's Tour | Pays-Bas | 2.2    | Wim Stroetinga |
| 15/05/2014 | 4e étape de l'Olympia's Tour | Pays-Bas | 2.2    | Wim Stroetinga |
| 16/05/2014 | 5e étape de l'Olympia's Tour | Pays-Bas | 2.2    | Wim Stroetinga |
| 17/05/2014 | 6e étape de l'Olympia's Tour | Pays-Bas | 2.2    | Wim Stroetinga |
| 31/08/2014 | Ronde van Midden-Nederland   | Pays-Bas | 1.2    | Wim Stroetinga |

#### Sur piste
| Date       | Course             | Pays      | Classe | Vainqueur                      |
| ---------- | ------------------ | --------- | ------ | ------------------------------ |
| 14/01/2014 | Six jours de Brême | Allemagne | C2     | Wim Stroetinga - Leif Lampater |

### Classement UCI

#### UCI Europe Tour
L'équipe Koga termine à la 56e place de l'Europe Tour avec 176 points. Ce total est obtenu par l'addition des points des huit meilleurs coureurs de l'équipe au classement individuel,.
| Rang  | Coureur           | Points |
| ----- | ----------------- | ------ |
| 74    | Wim Stroetinga    | 142,4  |
| 583   | Umberto Atzori    | 16     |
| 908   | Twan Castelijns   | 6      |
| 918   | Jasper Bovenhuis  | 5,4    |
| 934   | Jim van den Berg  | 5      |
| 1 129 | Robbert de Greef  | 0,4    |
| 1 129 | Arno van der Zwet | 0,4    |
| 1 129 | Bart van Haaren   | 0,4    |